# Geochelone denticulata
Geochelone denticulata је гмизавац из реда корњача.

## Угроженост
Ова врста се сматра рањивом у погледу угрожености врсте од изумирања.

## Распрострањење
Ареал врсте Geochelone denticulata обухвата већи број држава. 
Врста је присутна у Бразилу, Венецуели, Колумбији, Перуу, Еквадору, Боливији, Гвајани, Суринаму, Тринидаду и Тобагу, Француској Гвајани и Доминици.

## Станиште
Станиште врсте су слатководна подручја.